# Paepalanthus moaensis
Paepalanthus moaensis là một loài thực vật có hoa trong họ Eriocaulaceae. Loài này được Gonz.Géigel mô tả khoa học đầu tiên năm 1985.